# El Silencio
El Silencio är en stad i västra Venezuela och är belägen vid Maracaibosjön i delstaten Zulia. Den ingår i Maracaibos storstadsområde och hade 138 941 invånare år 2007. Staden utgörs av en socken, parroquia, med namnet Domitila Flores och är en del av kommunen San Francisco.